# 山东省司法厅
山东省司法厅是中华人民共和国山东省人民政府主管司法行政工作的部门。

## 历史沿革
1941年3月24日，中国共产党领导的山东省战时高级审判处正式成立，张伯秋兼任处长。1943年10月10日，改称山东省司法处。1945年8月13日，中共山东省政府成立，山东省司法处更名为山东省司法厅，时任政府主席黎玉兼任厅长。
1949年3月30日，山东省人民政府改组后，山东省司法厅恢复工作。厅址设在济南市院西大街路北。1950年7月，改为山东省人民法院。
1955年3月9日，重新建立山东省司法厅，厅址设在山东省人民委员会大院内。1956年迁至院西大街路南，1957年迁至历山路105号。1958年机构编制调整后，与山东省高级人民法院合署办公。1959年12月，山东省人民委员会撤销山东省司法厅，仅保留名义，司法行政工作由山东省高级人民法院办理。1960年1月17日，撤销名义，山东省司法厅不复存在。
1979年12月23日，中共山东省委决定重新建立山东省司法厅。先后在山东省公安厅劳动改造工作管理局招待所（济南市历山路134号）、省军区后勤招待所（济南市武库街3号）、齐鲁石油化学工业
总公司驻济南办事处（山大路130号）、济南市经十路7号等地办公。

## 机构设置
机关处室
- 办公室
- 法治调研处
- 法治督察处
- 组织人事处
- 宣传教育处
- 立法一处
- 立法二处
- 立法三处
- 备案审查处
- 行政复议处
- 行政应诉处
- 行政执法监督处
- 普法与依法治理处
- 人民参与和促进法治一处
- 人民参与和促进法治二处（法律职业资格管理处）
- 公共法律服务管理一处
- 公共法律服务管理二处（行政许可处）
- 律师工作处
- 社区矫正工作处
- 戒毒管理处
- 戒毒矫治处
- 戒毒生产处（安全监察处）
- 装备财务保障处
- 机关党委（机关纪委）
- 政治部（警务部）
- 离退休干部处

直属机构
- 山东省监狱管理局
- 山东司法警官职业学院

各市公安局
- 济南市司法局
- 青岛市司法局
- 淄博市司法局
- 枣庄市司法局
- 东营市司法局
- 烟台市司法局
- 潍坊市司法局
- 济宁市司法局
- 泰安市司法局
- 威海市司法局
- 日照市司法局
- 临沂市司法局
- 德州市司法局
- 聊城市司法局
- 滨州市司法局
- 菏泽市司法局

## 历任领导
| 姓名   | 任期                  | 备注  |
| ------ | --------------------- | ----- |
| 黎玉   | 1945年8月－1945年12月 | 兼    |
| 张伯秋 | 1945年12月－1950年7月 |       |
| 勋忱   | 1950年7月－1959年3月  |       |
| 冯乐进 | 1979年12月－1983年7月 |       |
| 陈天有 | 1983年7月－1986年3月  |       |
| 江仁宝 | 1986年3月－1993年5月  |       |
| 梁德超 | 1993年5月－2002年3月  |       |
| 陈明甫 | 2002年3月－2008年2月  |       |
| 程辉   | 2008年2月－2013年3月  | [ 3 ] |
| 王本群 | 2013年3月－2018年3月  | [ 4 ] |
| 解维俊 | 2018年3月－2020年3月  | [ 5 ] |
| 王玉君 | 2020年3月－2022年8月  |       |
| 杨增胜 | 2022年8月－           | [ 6 ] |